# Sagúntia (turdetans)
Sagúntia (llatí Saguntia, grec Σαγαυντία) fou una ciutat dels turdetans al sud-oest d'Hispània a la Bètica que correspon a la moderna Gigonza, and nord-oest de Medina Sidonia, on encara es poden veure les seves ruïnes. Fou incorporada a Roma com a ciutat estipendiaria. Queda un castell medieval perfectament conservat.